# Криковцев, Михаил Петрович
Михаил Петрович Криковцев — советский хозяйственный деятель, Герой Социалистического Труда.

## Биография
Родился в 1926 году в станице Архангельская. Член КПСС.
Беспризорник.
В 1942—1952 — ученик слесаря, слесарь паровозного депо Топки Томской железной дороги.
В 1952—1986 — слесарь в бригаде по ремонту топливной аппаратуры в цехе профилактического ремонта, бригадир слесарей локомотивного депо станции имени Максима Горького Приволжской железной дороги.
Указом Президиума Верховного Совета СССР от 4 мая 1971 года присвоено звание Героя Социалистического Труда с вручением ордена Ленина и золотой медали «Серп и Молот».
Делегат XXV съезда КПСС.
Умер в 1997 году в Волгограде.

## Награды и звания
- Герой Социалистического Труда (04.05.1971)
- Орден Ленина (04.05.1971)
- Орден Трудового Красного Знамени (04.08.1966)